# 基瓦尼 (伊利諾伊州)
基瓦尼（英語：Kewanee）是一個位於美國伊利諾伊州亨利縣的城市。

## 地理
基瓦尼的座標為41°14′00″N 89°56′00″W / 41.23333°N 89.93333°W，而該地的平均海拔高度為244米（即801英尺）。

## 人口
根據2010年美國人口普查的數據，基瓦尼的面積為17.42平方千米，當中陸地面積為17.39平方千米，而水域面積為0.03平方千米。當地共有人口12916人，而人口密度為每平方千米741.45人。